# Албано-косовские отношения
Албано-косовские отношения — двусторонние дипломатические отношения между Албанией и частично признанным государством Республикой Косово. Протяжённость государственной границы между странами составляет 112 км.

## История
В 1992 году Албания стала единственной страной, парламент которой проголосовал за признание независимости Республики Косово, провозглашенной в 1991 году. В 1994 году, под влиянием событий Боснийской войны, Албания отозвала признание независимости Республики Косово и заявила о поддержке территориальной целостности Союзной Республики Югославия.
В 1998 году началась Косовская война, правительство Албании распорядилось открыть границы и десятки тысяч косовских албанцев прибывали в эту страну в качестве беженцев. 17 февраля 2008 года произошло одностороннее провозглашение независимости Республики Косово. 19 февраля 2008 года Албания признала независимость Республики Косово.
В апреле 2015 года председатель Совета министров Албании Эди Рама заявил, что объединение Албании и Республики Косово в одно государство вопрос времени. Он считает, что вероятнее всего эти два государства объединятся после вступления в Европейский союз.

## Торговые отношения
В 2015 году Республика Косово экспортировала товаров в Албанию на сумму 60 млн. евро, а Албания поставила товаров в Республику Косово на сумму 200 млн. евро. В 2015 году товарооборот между государствами показал положительную динамику и продемонстрировал рост на 20 млн. евро по сравнению с предыдущим отчетным периодом.